# Capo delle Operazioni Navali
Il Capo delle Operazioni Navali (inglese: Chief of Naval Operations), (CNO) è il comandante professionale della United States Navy. Legalmente è uno statutory office (ovvero una carica istituzionale) assegnato a un alto ufficiale della US Navy, con la funzione di assistente militare del Segretario alla Marina degli Stati Uniti d'America (il capo politico della US Navy). Il CNO è membro a pieno titolo del Joint Chiefs of Staff (lo stato maggiore congiunto delle Forze armate degli Stati Uniti), e come tale funge da consulente per vari organi esecutivi come il Consiglio per la sicurezza nazionale, il Consiglio per la sicurezza interna, il Segretario della difesa e il Presidente degli Stati Uniti d'America.
A dispetto del nome, il CNO non ha autorità di comando operativo sulle forze navali, ma è piuttosto un consulente militare professionale del Segretario alla Marina; il comando operativo delle forze navali rientra nelle competenze degli Unified Combatant Command che fanno capo al Segretario della difesa. Le funzioni del CNO e quelle del suo ufficio sono regolate dal capitolo 805 del titolo 10 dello United States Code, ed è inoltre coadiuvato dal Vice Capo delle Operazioni Navali che in sua assenza ne riceve le funzioni.

## Ruolo

Stemma del Capo delle Operazioni Navali

Il CNO è nominato direttamente dal Presidente degli Stati Uniti, previa conferma da parte del Senato. Il Presidente può selezionare per la carica un qualsiasi ufficiale di bandiera della US Navy (ovvero un ufficiale in servizio attivo di grado pari o superiore a retroammiraglio lower half), purché si tratti, a meno di comprovate esigenze di interesse nazionale, di un ufficiale con «significativa esperienza in incarichi congiunti» incluso «almeno un intero periodo di servizio in un incarico congiunto». Il CNO è in carica per un periodo di quattro anni dalla nomina, ma in caso di guerra o di emergenza nazionale il Congresso degli Stati Uniti d'America può riconfermarlo nel ruolo per un periodo non superiore ad altri quattro anni. Il CNO è assistito nelle sue attività da un Vice Chief of Naval Operations; quest'ultimo subentra al CNO in tutti i casi in cui questi sia assente o inabilitato al compito, nonché nei periodi di vacanza dell'ufficio fino alla nomina di un successore del CNO cessato dalla carica.
Il Chief of Naval Operations è l'ufficiale di rango più elevato in servizio attivo di tutta la US Navy, a meno che la carica di capo o di vicecapo del Joint Chiefs of Staff non siano detenute da un ufficiale della Marina. Durante il suo periodo nella carica, il CNO ricopre il rango di ammiraglio a quattro stelle ma senza pregiudizio sul grado effettivo; nell'esercizio delle sue funzioni presso il Dipartimento della Marina degli Stati Uniti d'America, il CNO ha la precedenza su qualunque altro ufficiale in servizio, ma è soggetto all'autorità, alla direzione e al controllo del Segretario alla Marina. La sede ufficiale del CNO era inizialmente collocata presso il Number One Observatory Circle dello United States Naval Observatory a Washington; dal 1974 tuttavia l'edificio è diventato residenza ufficiale del Vicepresidente degli Stati Uniti d'America, e il CNO ha ora sede presso la Tingey House all'interno del Washington Navy Yard.
Il CNO presiede e dirige le attività dell'Office of the Chief of Naval Operations (OPNAV), fornendo assistenza professionale alle attività del Segretario alla Marina in materia di reclutamento, organizzazione, forniture, equipaggiamento (inclusi quegli aspetti di ricerca e sviluppo assegnati dal Segretario), addestramento, mobilitazione e smobilitazione, amministrazione e manutenzione della US Navy; inoltre, il CNO e il suo ufficio devono indagare e riferire al Segretario sull'efficienza della Marina e sulla sua preparazione bellica, preparare istruzioni dettagliate per l'esecuzione dei piani approvati e supervisionare l'esecuzione di tali piani e istruzioni e coordinare l'azione delle organizzazioni della Marina. È compito specifico del CNO trasmettere i piani e le raccomandazioni dell'OPNAV al Segretario alla Marina e consigliarlo in merito a essi, nonché supervisionare le attività dei membri e delle organizzazioni della US Navy; al CNO possono poi essere attribuiti altri compiti militari, non altrimenti assegnati dalla legge, da parte del Presidente degli Stati Uniti, del Segretario alla Difesa o del Segretario alla Marina.
Il CNO è membro a pieno titolo del Joint Chiefs of Staff, e informa il Segretario alla Marina in merito alle decisioni prese dal JCS su questioni che interessano il Dipartimento della Marina; fatta salva l'autorità, la direzione e il controllo del Segretario della Difesa, il CNO tiene informato il Segretario alla Marina delle operazioni militari significative che interessano i compiti e le responsabilità del Segretario stesso.

## Lista
La carica di CNO venne istituita l'11 maggio 1915; in precedenza il suo ruolo di consulente militare del Segretario alla Marina era ricoperto dall'Aide for Naval Operations, incarico regolato dai regolamenti interni della Marina piuttosto che dalla legge federale.
| N. | Immagine | Nome                                     | Entrata in carica | Cessazione dalla carica | Tempo in carica     |
| -- | -------- | ---------------------------------------- | ----------------- | ----------------------- | ------------------- |
| 1  |          | Ammiraglio William S. Benson             | 11 maggio 1915    | 25 settembre 1919       | 4 anni e 137 giorni |
| 2  |          | Ammiraglio Robert Coontz                 | 1º novembre 1919  | 21 luglio 1923          | 3 anni e 262 giorni |
| 3  |          | Ammiraglio Edward Walter Eberle          | 21 luglio 1923    | 14 novembre 1927        | 4 anni e 116 giorni |
| 4  |          | Ammiraglio Charles Frederick Hughes      | 14 novembre 1927  | 17 settembre 1930       | 3 anni e 3 giorni   |
| 5  |          | Ammiraglio William V. Pratt              | 17 settembre 1930 | 30 giugno 1933          | 2 anni e 286 giorni |
| 6  |          | Ammiraglio William Harrison Standley     | 1º luglio 1933    | 1º gennaio 1937         | 3 anni e 184 giorni |
| 7  |          | Ammiraglio della flotta William D. Leahy | 2 gennaio 1937    | 1º agosto 1939          | 2 anni e 211 giorni |
| 8  |          | Ammiraglio Harold Rainsford Stark        | 1º agosto 1939    | 2 marzo 1942            | 2 anni e 213 giorni |
| 9  |          | Ammiraglio della flotta Ernest King      | 2 marzo 1942      | 15 dicembre 1945        | 3 anni e 288 giorni |
| 10 |          | Ammiraglio della flotta Chester Nimitz   | 15 dicembre 1945  | 15 dicembre 1947        | 2 anni e 0 giorni   |
| 11 |          | Ammiraglio Louis Denfeld                 | 15 dicembre 1947  | 2 novembre 1949         | 1 anno e 322 giorni |
| 12 |          | Ammiraglio Forrest Sherman               | 2 novembre 1949   | 22 luglio 1951          | 1 anno e 262 giorni |
| 13 |          | Ammiraglio William Fechteler             | 16 agosto 1951    | 17 agosto 1953          | 2 anni e 1 giorno   |
| 14 |          | Ammiraglio Robert Carney                 | 17 agosto 1953    | 17 agosto 1955          | 2 anni e 0 giorni   |
| 15 |          | Ammiraglio Arleigh Burke                 | 17 agosto 1955    | 1º agosto 1961          | 5 anni e 349 giorni |
| 16 |          | Ammiraglio George Whelan Anderson Jr.    | 1º agosto 1961    | 1º agosto 1963          | 2 anni e 0 giorni   |
| 17 |          | Ammiraglio David L. McDonald             | 1º agosto 1963    | 1º agosto 1967          | 4 anni e 0 giorni   |
| 18 |          | Ammiraglio Thomas Hinman Moorer          | 1º agosto 1967    | 1º luglio 1970          | 2 anni e 334 giorni |
| 19 |          | Ammiraglio Elmo Zumwalt                  | 1º luglio 1970    | 29 giugno 1974          | 3 anni e 363 giorni |
| 20 |          | Ammiraglio James L. Holloway III         | 29 giugno 1974    | 1º luglio 1978          | 4 anni e 2 giorni   |
| 21 |          | Ammiraglio Thomas B. Hayward             | 1º luglio 1978    | 30 giugno 1982          | 3 anni e 364 giorni |
| 22 |          | Ammiraglio James D. Watkins              | 30 giugno 1982    | 30 giugno 1986          | 4 anni e 0 giorni   |
| 23 |          | Ammiraglio Carlisle Trost                | 1º luglio 1986    | 29 giugno 1990          | 3 anni e 363 giorni |
| 24 |          | Ammiraglio Frank Kelso                   | 29 giugno 1990    | 23 aprile 1994          | 3 anni e 298 giorni |
| 25 |          | Ammiraglio Michael Boorda                | 23 aprile 1994    | 16 maggio 1996          | 2 anni e 23 giorni  |
| 26 |          | Ammiraglio Jay L. Johnson                | 16 maggio 1996    | 21 luglio 2000          | 4 anni e 66 giorni  |
| 27 |          | Ammiraglio Vern Clark                    | 21 luglio 2000    | 22 luglio 2005          | 5 anni e 1 giorno   |
| 28 |          | Ammiraglio Michael Mullen                | 22 luglio 2005    | 29 settembre 2007       | 2 anni e 69 giorni  |
| 29 |          | Ammiraglio Gary Roughead                 | 29 settembre 2007 | 23 settembre 2011       | 3 anni e 359 giorni |
| 30 |          | Ammiraglio Jonathan Greenert             | 23 settembre 2011 | 18 settembre 2015       | 3 anni e 360 giorni |
| 31 |          | Ammiraglio John M. Richardson            | 18 settembre 2015 | 22 agosto 2019          | 3 anni e 338 giorni |
| 32 |          | Ammiraglio Michael M. Gilday             | 22 agosto 2019    | 14 agosto 2023          | 3 anni e 357 giorni |
| 33 |          | Ammiraglio Lisa M. Franchetti            | 14 agosto 2023    | 21 febbraio 2025        | 1 anno e 191 giorni |